# شهرستان داندرموند
شهرستان داندرموند (به فرانسوی: Dendermonde) در استان فلاندری شرقی  در منطقه فلاندری در کشور بلژیک واقع شده‌است.